# 五十嵐充子
五十嵐 充子（いがらし みつこ、1977年8月21日 - ）は、北海道苫小牧市出身のアイスホッケー選手。

## 経歴
兄の影響でアイスホッケーを始めた。1992年の全日本女子アイスホッケー選手権大会で最優秀新人賞を受賞、アイスホッケー女子日本代表として1996年アジア冬季競技大会で銀メダルを獲得した。
北海道苫小牧工業高等学校卒業後は岩倉ペリグリンに所属した。長野オリンピック日本代表にも選ばれた。